# 115 (số)
115 (một trăm mười lăm) là một số tự nhiên ngay sau 114 và ngay trước 116. 115 còn là số gọi cấp cứu khẩn cấp ở Việt Nam.